# Октябрьский район (Рязанская область)
Октябрьский район — территориально-административная единица РСФСР, существовавшая с 1943 по 1956 год.
Октябрьский район был образован 4 марта 1943 года в составе Московской области путём выделения из Михайловского района. В состав района вошли рабочий посёлок Октябрьский, а также следующие сельсоветы: Бекленевский, Виленский, Высоковский, Глинковский, Горностаевский, Дугинский, Еринский, Желватовский, Завидовский, Зайчинский, Каморинский, Красно-Городищенский, Кукуйский, Курылшевский, Маковский, Новониколаевский, Помозовский, Проне-Городищенский, Самодуровский, Серебрянский, Стрелецко-Высельский и Хохловский.
10 июня 1946 года Октябрьский район был передан в Рязанскую область.
В 1956 году Октябрьский район был упразднён, а его территория передана в Михайловский район.